# Liste des îles du Cambodge
Cette page liste les îles du Cambodge. Toutes ces îles ont plusieurs noms et certaines ont parfois le même nom (par exemple, 2 x Koh Moul, 2 x Koh Domloung). Les anciens noms malais et de la période coloniale française sont encore en usage ou ont fusionné avec les noms khmer. La romanisation individuelle et non-standardisée de l'écriture khmer ont eu pour conséquence la coexistence de différentes variantes dans l'écriture du nom de ces îles,,.

## Golfe de Thaïlande
Toutes les îles cambodgiennes situées en pleine mer se trouvent dans le golfe de Thaïlande (en khmer : ឈូងសមុទ្រសៀម, Chhoung Samut Siem). Toutes ces îles, en dehors du groupe des îles extérieures, sont relativement proches des côtes et peuvent facilement et rapidement être atteinte. L'île la plus au nord-ouest, près et autour du delta de la rivière traversant Kaoh Kong, est en grande partie entourée d'une mangrove continue la rendant difficile à distinguer.

### Îles au large des provinces deKoh Rong(parc national de Botum Sakor)
| Nom (khmer romanisé) | Ancien nom français | Nom en khmer | Nom anglais             | Superficie | Image |
| -------------------- | ------------------- | ------------ | ----------------------- | ---------- | ----- |
| Koh Kong             | Kas Kong            | កោះកុងក្រៅ        | Outer Koh Kong Island   | 105 km²    |       |
| Koh Sdach            |                     | កោះស្ដេច         | King Island             | 1.1 km²    |       |
| Koh Memei/Rokas      |                     | កោះមេម៉ាយ         | Widow island            |            |       |
| Koh Smach/Samit      |                     | កោះស្មាច់         | Rife Island             | 3.4 km²    |       |
| Koh Smach Phoumi     |                     | កោះស្មាច់         | Rife Island Village     | 0.8 km²    |       |
| Koh Ampil Thom       |                     | កោះអំពិលធំ        | Big Tamarind Island     | 34.4 ha    |       |
| Koh Ampil Kandal     |                     | កោះអំពិលកណ្ដាល     | Central Tamarind Island | 2.6 ha     |       |
| Koh Ampil Toch       |                     | កោះអំពិលតូច       | Small Tamarind Island   | 11.2 ha    |       |
| Koh Moul             | Îlot Cône           | កោះមុល          | Round Island            | 18.6 ha    |       |
| Koh Kapi             |                     | កោះកាពី          |                         |            |       |
| Koh Gondol           |                     | កោះកណ្ដុរ        | Mouse/Rat Island        | 2.4 ha     |       |
| Koh Sralau           | Île de Koh Sralao   | កោះស្រឡៅ         | Sralau tree island      | 4.2 km²    |       |
| Koh Châkrei          |                     | កោះចក្រី         | Chakrei island          | 2.9 km²    |       |
| Koh Domloung         | Île Plate           | កោះដំឡូង         | Potato Island           | 6.5 ha     |       |
| Koh Manoah/Kandal    | Île du Milieu       | កោះម្នាស់/កណ្តាល    | Pineapple/Middle Island | 3.9 km²    |       |
| Îlot Nord            | Îlot Nord           |              | North Island            | 0.153 km²  |       |
| Koh Lôy              |                     | កោះឡូយ          | Pretty Island           | 13.5 ha    |       |
| Koh Navan            |                     |              | Navan island            | 6.9 km²    |       |
| Koh Ta Téam/Vaang    | Île du Chenal       | កោះតាទាម         | Ancestor Team island    | 0.6 km²    |       |
| Koh Yâr              |                     | កោះយ៉           | Porch Island            | 1.0 km²    |       |
| Koh Kruasah Knong    | Îles Koh Kussat     | កោះគ្រួសារក្នុង     | Inner Family Island     | 16.0 ha    |       |
| Koh Kruasah Krau     | Îles Koh Kussat     | កោះគ្រួសារក្រៅ      | Outer Family Island     | 12.5 ha    |       |
| Koh Kruasah Kandal   | Îles Koh Kussat     | កោះគ្រួសារកណ្ដាល    | Central Family Island   | 25.5 ha    |       |
| Koh Andaug           |                     | កោះអណ្ដើក        | Turtle Island           | 6.4 ha     |       |
| Koh Khmauch          |                     | កោះខ្មោច         | Ghost Island            | 10.9 ha    |       |
| Koh Nu               |                     | កោះនោះ           | That Island             |            |       |
| Rocher Table         | Rocher Table        |              | Table Rock              |            |       |
| Îlot Kusrovie        | Îlot Kusrovie       |              | Kusrovie Rock           |            |       |
| Rocher du Branlebas  |                     |              | Commotion Rock          |            |       |
| Îlots de la Comète   |                     |              | Comet Islets            |            |       |
| Koh Chhan            |                     | កោះឆាន់          | Table Island            | 0.5 km²    |       |
| Koh Totang           |                     | កោះទទឹង         | Square island           | 0.8 km²    |       |
| Koh Rokas/Memas      |                     | កោះរកាស         | Irregular island        | 1.3 ha     |       |
| Koh Pao              |                     | កោះ            | Kiddy island            | 18.0 ha    |       |
| Koh Sanchaura        |                     | កោះ            |                         | 29.7 ha    |       |

### Îles au large deSihanoukville/Krong Preah Sihanouk/Chhak Kampong Saom
| Nom (khmer romanisé)     | Ancien nom français        | Nom en khmer | Nom anglais             | Superficie | Image |
| ------------------------ | -------------------------- | ------------ | ----------------------- | ---------- | ----- |
| Koh Rong                 |                            | កោះរ៉ុង          | Shelter island          | 78 km²     |       |
| Koh Tuich                | Îlot Sud                   | កោះតូច          | Small Island            | 1.4 ha     |       |
| Koh Rong Sanloem         |                            | កោះរុងសន្លឹម      | Rong Sanloem island     | 25 km²     |       |
| Koh Koun                 | Île Cône                   | កោះកូន          | Child Island            | 6.9 ha     |       |
| Koh Bong Po-oun/Song Saa | Les Frères                 | កោះបងកោះប្អូន      | Siblings/Lovers Islands | 6.1 ha     |       |
| Koh Chanloh/Kaoh Krobai  | Torch/Water-Buffalo Island | កោះចន្លុះ/កោះក្របី    | Île du Milieu           | 1.9 ha     |       |
| Kaoh Preus               | Île Nord-Ouest             | កោះប្រើស         | Deer Island             | 0.5 ha     |       |
| Koh Puos                 | Île Coudée                 | កោះពស់          | Snake Island            | 1.1 km²    |       |
| Koh Dek Koul (Pae)       | Rocher Carré               | កោះដែកគោល        | (Port) Nail Island      | 0.5 km²    |       |
| Koh Russei               | Île Sud-Ouest              | កោះឫស្សី         | Bamboo Island           | 1.4 km²    |       |
| Koh Ta Kiev              | Île de la Baie             | កោះតាគៀវ         | Ancestor Kiev Island    | 6.7 km²    |       |
| Koh Kaong Kang/Tass      | Île des Palétuviers        | កោះកោងកាង/ថាស     | Mangrove/Disk Island    | 0.9 km²    |       |
| Koh Traolach             |                            | ត្រឡាច         | Melon Island            |            |       |
| Koh Tres/K'teah          | Île Ronde                  | កោះខ្ទះ          | Pan Island              | 7.5 ha     |       |
| Koh Preab                | Île du Départ              | កោះព្រាប         | Dove Island             | 1.0 ha     |       |
| Koh Doung                |                            | កោះដូង          | Coconut Island          | 1.9 ha     |       |
| Rocher Thmor             | Rocher Eiffel              |              | Eiffel Rocks            | 0.1 ha     |       |

### Îles au large duparc national de Ream
| Nom (khmer romanisé) | Ancien nom français | Nom en khmer | Nom anglais           | Superficie | Image |
| -------------------- | ------------------- | ------------ | --------------------- | ---------- | ----- |
| Koh Thmei            | Île du Milieu       | កោះថ្មី          | New Island            | 40.3 km2   |       |
| Koh Seh              | Île à l'Eau         | កោះសេះ           | Horse Island          | 7.7 km2    |       |
| Koh Ki               |                     | កោះគី           | Ki Island             | 2.2 ha     |       |
| Koh Sramauch         |                     | កោះស្រម៉ោច        | Ant Island            | 28.6 ha    |       |
| Koh Sampoch          |                     | កោះសំពោច         | Meerkat/Ferret island | 0.5 ha     |       |
| Koh Dam              |                     |              | Graft island          | 1.1 km2    |       |

### Îles au large deKep
| Nom (khmer romanisé) | Ancien nom français | Nom en khmer | Nom anglais                | Superficie | Image |
| -------------------- | ------------------- | ------------ | -------------------------- | ---------- | ----- |
| Koh Angkrang         | Île des Fourmis     | កោះអង្ក្រង       | Weaver ant Island          | 6.1 ha     |       |
| Koh Sen              |                     |              | Sen island                 | 8.3 ha     |       |
| Koh Pou              | Île Pirate du Nord  | កោះពោធិ          | Pou tree island            | 32.2 ha    |       |
| Koh Kras             | Île Rocheuse        | កោះក្រាស         | Dense Island               | 2.9 ha     |       |
| Koh Matei            |                     | កោះមត្តេយ្យ       | Kindergarten island        |            |       |
| Koh Makprang         |                     | កោះម៉ាកប្រាង       | Makprang fruit island      |            |       |
| Koh Sngout           |                     | កោះស្ងួត         | Dry Island                 |            |       |
| Koh Kok              |                     | កោះកុក          | Heron/Egret island         |            |       |
| Koh Svay             |                     | កោះស្វាយ         | Mango Island               | 6.3 ha     |       |
| Koh Tbal             |                     | កោះត្បាល់         | Mill grinder/Mortar Island | 14.7 ha    |       |
| Koh Thonsay          | Koh Antay           | កោះទន្សាយ        | Rabbit Island              | 1.8 km2    |       |
| Roche Rosita         | Rocher Rosita       |              | Rosita rock                |            |       |

### Îles extérieures
| Nom (khmer romanisé) | Ancien nom français | Nom en khmer | Nom anglais                    | Superficie   | Image |
| -------------------- | ------------------- | ------------ | ------------------------------ | ------------ | ----- |
| Koh Tang             |                     | កោះតាង          | Legend Island / Display island | 5.9 km²      |       |
| Koh Moul/Tuich       |                     | កោះមូល          | Round/Small Island             | 1.9 ha       |       |
| Koh Domloung         |                     | កោះដំឡូង         | Potato Island                  | 46.7 ha      |       |
| Koh Trangol          |                     | កោះត្រង៉ោល        | Shaved Island                  | 1.0 ha       |       |
| Koh Thee Moy         | Îlots Sud-Est       | កោះទីមួយ         | First Island                   | 2.0 ha       |       |
| Koh Thee Pee         | Îlots Sud-Est       | កោះទីបីរ         | Second Island                  | 5.4 ha       |       |
| Koh Doung            |                     | កោះដូង          | Coconut Island                 | 8.3 ha       |       |
| Koh Pring            | Kas Prins           | កោះព្រីង         | Jambul Island                  | 0.7 km²      |       |
| Koh Poulo Wai 1      |                     | កោះពូលូវៃ         | Poulo Wai islands              | 2.1 km²      |       |
| Koh Poulo Wai 2      |                     | កោះពូលូវៃ         | Poulo Wai islands              | 1.7 km²      |       |
| Îlot Veer            |                     |              | Crawl islet                    | 6.2 ha       |       |
| Koh Veal             |                     | កោះវាល          | Field island                   | 51,016.88 m² |       |

## Îles fluviales et lacustres
Les îles fluviales et lacustres du Cambodge sont soit situées sur le Tonlé Sap, sur la rivière du même nom ou sur le Mékong. La plupart des îles varient considérablement en taille durant l'année du fait des fortes pluies de la mousson et des inondations du bassin versant du Mékong.

### Îles de la province de Battambang
La province de Battambang compte trois îles notables.
| Nom (khmer romanisé) | Ancien nom français | Nom en khmer | Nom anglais     | Superficie | Image |
| -------------------- | ------------------- | ------------ | --------------- | ---------- | ----- |
| Kaôh Ché Nôk         |                     |              |                 |            |       |
| Kaôh Lngóng          |                     |              |                 |            |       |
| Kaôh Mŭs             |                     | កោះមូស          | Mosquito Island |            |       |

### Îles de la province de Kampong Chhnang
La province de Kampong Chhnang compte plusieurs îles fluviales et lacustres.
| Nom (khmer romanisé) | Ancien nom français | Nom en khmer | Nom anglais       | Superficie | Image |
| -------------------- | ------------------- | ------------ | ----------------- | ---------- | ----- |
| Kaôh Chab            |                     | កោះចាប          | Bird Island       |            |       |
| Kaôh Don Âk          |                     |              |                   |            |       |
| Kaôh Kon             |                     | កោះកូន          | Child Island      |            |       |
| Kaôh Krâbei          |                     | កោះក្របី         | Buffalo island    |            |       |
| Kaôh Kêv             |                     |              |                   |            |       |
| Kaôh K’êk            |                     |              |                   |            |       |
| Kaôh O Tôtœ̆ng        |                     | កោះទទឹង         | Square Island     |            |       |
| Kaôh Rœssei          |                     | កោះឫស្សី         | Bamboo Island     |            |       |
| Kaôh Slêng           |                     |              | Hill/Mount Island |            |       |
| Kaôh Stœ̆ng Tôtœ̆ng    |                     |              |                   |            |       |
| Kaôh Séh Slăb        |                     | កោះសេះស្លាប់        | Dead Horse Island |            |       |
| Kaôh Ta Mov          |                     |              |                   |            |       |